# Une Terre Culturelle
 (février 2020).
Pour les articles homonymes, voir Terre.

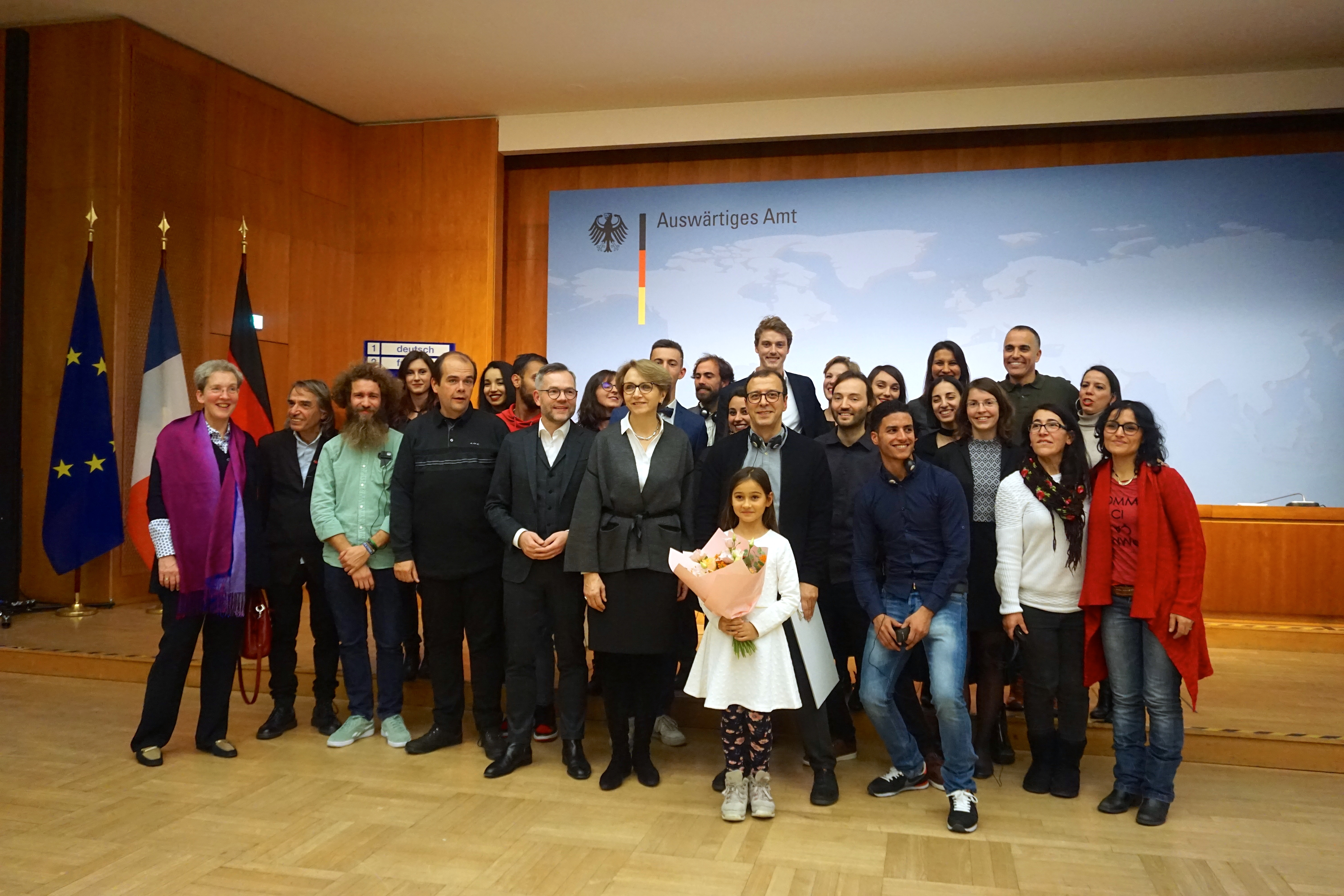
Remise du Prix De Gaulle-Adenauer à Berlin, le 12 décembre 2019, à l'association Une Terre Culturelle par le ministre adjoint chargé des Affaires européennes, Michael Roth et l’ambassadrice de France en Allemagne, Anne-Marie Descôtes.

Une Terre Culturelle est une association à but non lucratif créée en 2002 à Marseille. 
Elle s'inscrit dans le champ de l'éducation populaire en menant des projets de mobilité pour les jeunes avec le soutien de l'Office franco-allemand pour la Jeunesse et le programme Erasmus+.
En 2019, Une Terre Culturelle est lauréate du prix De Gaulle-Adenauer,,,.